# Johan van der Veeken
Johan van der Veeken (Mechelen, 1549 - Rotterdam, 1616) was een reder en koopman te Rotterdam, waar hij - met een vermogen van 600.000 gulden - de rijkste koopman van de stad was. Hij was bankier en geldschieter voor onder andere de Staten-Generaal, Staten van Holland en Johan van Oldenbarnevelt met wie hij bevriend was. De katholieke koopman Van der Veecken kwam uit Mechelen, maar vestigde zich van 1583 tot zijn dood in 1616 in Rotterdam. In 1586 werd hij er ingeschreven als poorter.
Omdat hij, wellicht in tegenstelling tot zijn broer, Hendrik van der Veeken, burgemeester van Mechelen en in 1575 van Den Briel, rooms-katholiek was gebleven, kon hij geen lid van het vroedschap worden. Johan Van der Veecken bezat een zetel in de Rotterdamse Kamer van de Oostindische Compagnie en was vertrouweling van Johan van Oldenbarnevelt.

## Voorgeschiedenis
In 1575 verliet de vijfentwintigjarige Johan van der Veeken, zoon van de rijke Mechelse haringkoopman Johan senior (wellicht Jan genoemd) en Barbara Verwey, zijn stad en werd als Antwerpse poorter beëdigd, toen beschreven als "Hans van der Veken Janssone, geboren te Mechelen, mannemaker".

## Internationale handel

### Oprichting Magelhaensche Compagnie
De Magelhaensche Compagnie , was een voorcompagnie die in 1598 werd opgericht. Ze wilde met haar schepen door de Straat van Magalhaes zeilen om zo Oost-Indië te bereiken. De compagnie werd opgericht door handelslieden uit de Zuidelijke Nederlanden, onder wie de Antwerpse koopman Pieter van der Hagen en Johan van der Veeken.

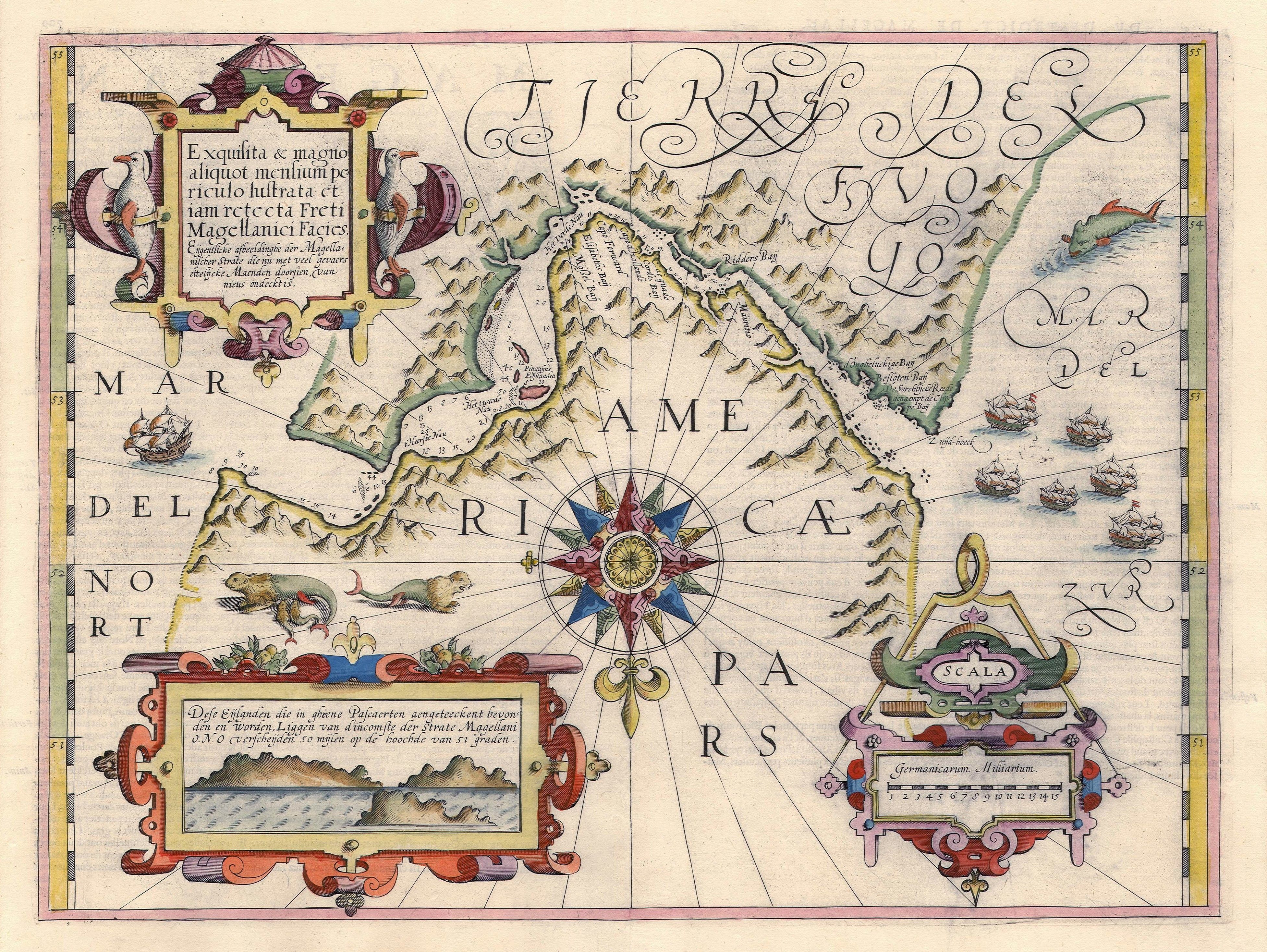
Straat Magellaan (1606) door Jodocus Hondius

Op 27 juni 1598 voer de vloot, die bestond uit de schepen de Hoop, de Liefde, het Geloof, de Trouwe en de Blijde Boodschap, uit. De 507 koppige bemanning van de vloot stond onder het bevel van admiraal Jacques Mahu en vice-admiraal Simon de Cordes.

### Oprichting VOC
Johan van der Veeken had een belangrijke invloed bij de oprichting van VOC-Kamer Rotterdam en behoorde tot de eerste bewindhebbers (1602-1616).

## Slot Capelle
In 1612 kocht hij de heerlijkheden Capelle aan den IJssel en Nieuwerkerk aan den IJssel, in Capelle liet hij een geheel nieuw kasteel bouwen met torens, grachten en ophaalbruggen.

## Kunst
Het portret van Johan van der Veeken is van de hand van Pieter van der Werff, en is tussen 1695 en 1722 vervaardigd, het behoort tot een reeks portretten van bewindvoerders van de VOC te Rotterdam afkomstig uit het Oostindië Huis aan de Boompjes en behoort tot de collectie van het Rijksmuseum Amsterdam.